# ダルス
ダルス（学名: Palmaria palmata、英: dulse）は、ダルス科ダルス属に分類される紅藻類の海藻で、大西洋北部沿岸に自生している。カナダ料理やアイルランド料理などでは軽食として食されている。カナダのノヴァスコシア州ではスーパーなどで乾燥した物が袋詰めで売られており、子供達は海で採って洗浄し乾燥した物をスナック菓子感覚で食す所もある。太平洋北部沿岸で自生し、日本でも食されている海藻「あかはだ」もしくは「あかはた」もダルス（パシフィック ダルス）と呼称されるが、現在は形態上からダルスから分類できてない隠蔽種かPalmaria mollis（Devaleraea mollis)であるとされる。

## 特徴
石やコンブの茎などに仮根を吸着させる着生植物である。平らな単条の葉から徐々に成長し不規則に叉状分岐した葉を形成し、長さ50センチメートル（cm）、幅3 - 8 cmに成長する。
食材としての特徴
ヨウ素などのミネラルやビタミン、抗酸化物質、タンパク質などが豊富に含まれている。6月から9月に収穫した後、細かいゴミなどを取り除くため洗浄する。商品によっては乾燥させたり、粉砕するなどの加工を施す。国によっては、家畜の飼料にもする。
2015年、オレゴン州立大学のハットフィールド海洋科学センターの研究員は、アワビの餌として高栄養で成長の速い太平洋ダルス（P. mollis）の品種改良種を開発し海藻養殖していたが、油で炒めて食したところベーコンの風味がすることを発見し特許を取得した。

## 歴史
この種の最古の記録として、6世紀にアイオナ修道院の修行僧が収穫した記録が残っている。